# Иасон (первосвященник)
Иасо́н, или Язон (др.-евр. יאסון‬, др.-греч. Ἰάσων; «исцелитель», «врач»; лат. Yason) — иудейский первосвященник в Иерусалиме с 175 до 172 года до н. э..
Иасон — эллинизированное еврейское имя Иошуа. Упоминания в Библии: 2Мак. 1:7, 8; 4:7—15; 4:18—26 и 5:5—10.

## Биография
Иасон — сын первосвященника Симона II и брат первосвященника Онии III. Получил первосвященство от Антиоха Епифана в 175 году до н. э. за большую сумму денег, примкнув к врагам своего брата и получив сан, отнятый y брата.

Но когда умер Селевк и получил царство Антиох, по прозванию Епифан, тогда домогался священноначалия Иасон, брат Онии,
обещав царю при свидании триста шестьдесят талантов серебра и с некоторых доходов восемьдесят талантов.

Сверх того обещал и ещё подписать сто пятьдесят талантов, если предоставлено ему будет властью его устроить училище для телесного упражнения юношей и писать Иерусалимлян Антиохиянами.

Когда царь дал согласие и он получил власть, тотчас начал склонять одноплеменников своих к Еллинским нравам.
— 2Мак. 4:7—10
Желая изменить на греческий лад воспитание еврейского юношества, он выстроил в Иерусалиме гимназиум для телесных упражнений и игрищ и старался постепенно вводить языческие обычаи, что служило большим соблазном для священников Иерусалимского храма, которые священнослужению в храме нередко предпочитали присутствие на языческих играх и зрелищах, являясь туда в часы, определённые для жертвоприношений, и при этом в модных шляпах с широкими полями. Иасон выхлопотал y царя позволение приписать евреев-эллинистов к обществу антиохийских граждан, изъяв их таким образом из-под власти синедриона. Остатки арок Иасонова гимназиума можно было видеть в Иерусалиме с Давидовой улицы ещё в начале XX века: они были сложены из грубых неотёсанных камней нееврейской работы.
Иасон был, однако, к концу 3-го года (172 год до н. э.) лишён сана вследствие происков крайних эллинистов, Тобиадов. Позже, воспользовавшись отсутствием царя, занятого войной в Египте, a также ненавистью евреев к его заместителю Менелаю, Иасон явился в Иерусалим и нанёс поражение Менелаю. Но Антиох наказал жителей Иерусалима за восстание (166 год до н. э.), a Иасон спасся бегством и скитался из города в город. Он напрасно пытался найти гостеприимство у «тирана» (царя) Набатии, Ареты I, именуемого в Библии «Аретою, владетелем Аравийским» (2Мак. 5:8).
По своей смерти в Лакоонии (Лакедемонии, иначе Спарте) Иасон не был удостоен даже обыкновенного погребения.